# یواس‌اس چرت (دی‌دی-۵۸۱)
یواس‌اس چَرِت (دی‌دی-۵۸۱) (به انگلیسی: USS Charrette (DD-581)) یک کشتی بود که طول آن ۱۱۴٫۷ متر (۳۷۶ فوت) بود. این کشتی در سال ۱۹۴۲ ساخته شد.